# Timothy O'Shannessey
Timothy Leo O'Shannessey (Burnie, 14 de junio de 1972) es un deportista australiano que compitió en ciclismo en la modalidad de pista, especialista en las pruebas de persecución.
Participó en los Juegos Olímpicos de Atlanta 1996, obteniendo una medalla de bronce en la prueba de persecución por equipos (junto con Bradley McGee, Stuart O'Grady y Dean Woods).
Ganó tres medallas en el Campeonato Mundial de Ciclismo en Pista entre los años 1993 y 1995.

## Medallero internacional
| Juegos Olímpicos   | Juegos Olímpicos         | Juegos Olímpicos  | Juegos Olímpicos        |
| Año                | Lugar                    | Medalla           | Competición             |
| ------------------ | ------------------------ | ----------------- | ----------------------- |
| 1996               | Atlanta (Estados Unidos) | Medalla de bronce | Persecución por equipos |
| Campeonato Mundial |                          |                   |                         |
| Año                | Lugar                    | Medalla           | Competición             |
| 1993               | Hamar (Noruega)          | Medalla de oro    | Persecución por equipos |
| 1994               | Palermo (Italia)         | Medalla de bronce | Persecución por equipos |
| 1995               | Bogotá (Colombia)        | Medalla de oro    | Persecución por equipos |